# Bezramieniowe
Bezramieniowe (Nuda) – gromada morskich zwierząt bezkręgowych należących do typu Żebropławy (Ctenophora) charakteryzujących się obszerną gardzielą o workowatym kształcie. Zarówno u form dorosłych jak i młodocianych brak ramion.
Gatunki znajdujące się w tej gromadzie tworzą rząd Beroida.